# Elymus khokhrjakovii
Elymus khokhrjakovii är en gräsart som beskrevs av Nikolai Nikolaievich Tzvelev. Elymus khokhrjakovii ingår i släktet elmar, och familjen gräs. Inga underarter finns listade i Catalogue of Life.